# Bertil Holmqvist
Bertil Holmqvist, född 28 april 1933 i Broddetorps socken, är en svensk jurist som var lagman i Skövde tingsrätt från 1986 till 1998.
Holmqvist blev juris kandidat vid Uppsala universitet 1959 och genomförde sin tingstjänstgöring 1959–1961 innan han blev fiskal i hovrätten för Västra Sverige 1962. Han var rådman i Skövde tingsrätt från 1973 och lagman där 1986–1998.
Holmqvist är son till hemmansägare Alvar Holmqvist och hans maka Karin, född Ohlson. Han är från 1962 gift med Inga-Britt, adjunkt, född Nordström 1934.